# Papa-ratos

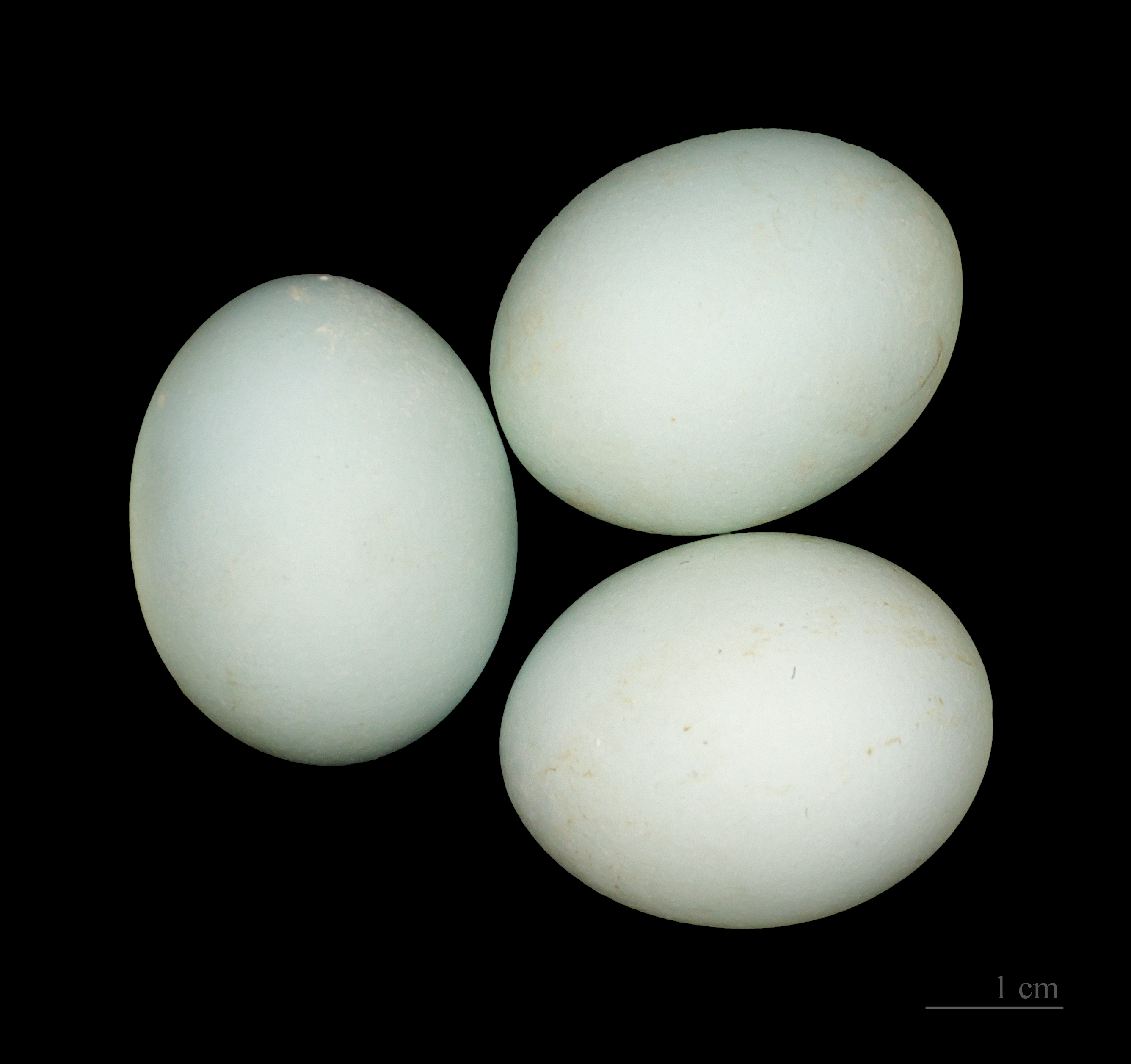
Ardeola ralloides

Papa-ratos-comum, papa-ratos-ocidental (Ardeola ralloides) papa-ratosPT ou garça-caranguejeiraBR (Ardeola ralloides) é uma ave da ordem Pelecaniformes. Pertence à família das garças, sendo um dos mais pequenos membros deste grupo. Mede 42 a 47 cm de comprimento. A partir de 2008, passou a ser registrada também no Brasil, na Ilha de Fernando de Noronha e, em março de 2018, foi registrada também no continente, nos estados do Ceará, Paraíba e Pernambuco.

## Aparência
Quando está pousado é predominantemente castanho, mas quando voa saltam à vista as asas totalmente brancas.

## Subespécies
A espécie possui duas subespécies conhecidas:
- Ardeola ralloides ralloides (Scopoli, 1769) – ocorre na região central e no sudoeste do continente europeu, do Marrocos, noroeste da África, até a região do mar de Aral e no Irã; no inverno atinge o mar Mediterrâneo e na região do Oriente Médio, entretanto sua região de migração invernal principal é a região tropical subsaariana no continente africano;
- Ardeola ralloides paludivaga (Clancey, 1968) – ocorre no continente africano ao sul do deserto do Saara, e também na ilha de Madagascar.

## Conservação
Esta espécie encontra-se listada no Livro Vermelho dos Vertebrados de Portugal com o estatuto de Criticamente em Perigo.